# Tour méditerranéen 2014
La 41e édition du Tour méditerranéen a eu lieu du 13 au 16 février 2014. La course fait partie du calendrier UCI Europe Tour 2014 en catégorie 2.1.
L'épreuve a été remportée par le Britannique Steve Cummings (BMC Racing), vainqueur du contre-la-montre de la quatrième étape, quatre secondes devant le Français Jean-Christophe Péraud (AG2R La Mondiale), lauréat de la dernière étape au sommet du mont Faron, et dix sur l'Autrichien Riccardo Zoidl (Trek Factory Racing),,,,.
L'Allemand John Degenkolb (Giant-Shimano), vainqueur des trois premières étapes, remporte le classement par points tandis que le Colombien Jarlinson Pantano (Colombia) gagne celui du meilleur grimpeur. L'Argentin Eduardo Sepúlveda (Bretagne-Séché Environnement), quatrième de l'épreuve, termine meilleur jeune alors que la formation américaine BMC Racing remporte le classement par équipes.

## Présentation
C'est la deuxième course par étapes française de l'année après l'Étoile de Bessèges courue une semaine plus tôt. Elle se déroule dorénavant sur quatre jours au lieu de six par le passé puis cinq récemment mais toutefois sur six étapes. La course sert souvent de préparation pour le Paris-Nice qui se courre quelques jours plus tard,,.

### Parcours
,,,,

### Équipes
Classé en catégorie 2.1 de l'UCI Europe Tour, le Tour méditerranéen est par conséquent ouvert aux UCI ProTeams dans la limite de 50 % des équipes participantes, aux équipes continentales professionnelles, aux équipes continentales et aux équipes nationales.
L'organisateur a communiqué la liste des équipes invitées le 6 janvier 2014,. 21 équipes participent à ce Tour méditerranéen - 7 ProTeams, 9 équipes continentales professionnelles et 5 équipes continentales :
| Nom de l'équipe     | Pays       | Code |
| ------------------- | ---------- | ---- |
| AG2R La Mondiale    | France     | ALM  |
| BMC Racing          | États-Unis | BMC  |
| Europcar            | France     | EUC  |
| FDJ.fr              | France     | FDJ  |
| Giant-Shimano       | Pays-Bas   | GIA  |
| Katusha             | Russie     | KAT  |
| Trek Factory Racing | États-Unis | TFR  |

| Nom de l'équipe              | Pays     | Code |
| ---------------------------- | -------- | ---- |
| Androni Giocattoli-Venezuela | Italie   | AND  |
| Bardiani CSF                 | Italie   | BAR  |
| Bretagne-Séché Environnement | France   | BSE  |
| Caja Rural-Seguros RGA       | Espagne  | CJR  |
| CCC Polsat Polkowice         | Pologne  | CCC  |
| Cofidis                      | France   | COF  |
| Colombia                     | Colombie | COL  |
| IAM                          | Suisse   | IAM  |
| Wanty-Groupe Gobert          | Belgique | WGG  |

| Nom de l'équipe         | Pays        | Code |
| ----------------------- | ----------- | ---- |
| BigMat-Auber 93         | France      | BIG  |
| La Pomme Marseille 13   | France      | LPM  |
| Raleigh                 | Royaume-Uni | RAL  |
| Roubaix Lille Métropole | France      | RLM  |
| Wallonie-Bruxelles      | Belgique    | WBC  |

### Favoris
Les principaux favoris à la succession du tenant du titre le Suédois Thomas Lövkvist absent de la course sont les Français Sylvain Chavanel (IAM),,, Jean-Christophe Péraud (AG2R La Mondiale),,, Thomas Voeckler (Europcar), Pierrick Fédrigo et Alexandre Geniez (FDJ.fr), l'Australien Cadel Evans (BMC Racing) et le Colombien Carlos Betancur (AG2R La Mondiale) mais aussi l'Autrichien Riccardo Zoidl (Trek Factory Racing), l'Espagnol Luis León Sánchez (Caja Rural-Seguros RGA), les Italiens Franco Pellizotti (Androni Giocattoli-Venezuela) et Davide Rebellin (CCC Polsat Polkowice) qui seront à surveiller,,,,,.
Pour la victoire d'étape lors du contre-la-montre, sont favoris Chavanel, Péraud et Evans mais aussi le récent vainqueur du Dubaï Tour l'Américain Taylor Phinney (BMC Racing) tandis que son coéquipier le Norvégien Thor Hushovd sera présent pour les victoires d'étapes arrivant au sprint. Il devra faire face dans ce domaine à l'Allemand John Degenkolb (Giant-Shimano) favoris pour ce type d'arrivée et très en vue sur la dernière Étoile de Bessèges mais aussi sur les présences du Biélorusse Yauheni Hutarovich (AG2R La Mondiale), des deux frères néerlandais Boy et Danny van Poppel (Trek Factory Racing), des Italiens Manuel Belletti (Androni Giocattoli-Venezuela) et Danilo Napolitano (Wanty-Groupe Gobert), du Français Yannick Martinez (La Pomme Marseille 13), du Colombien Leonardo Duque (Colombia) et du Belge Baptiste Planckaert (Roubaix Lille Métropole) qui seront les autres hommes rapides présents,,.

## Étapes
| Étape     | Date       | Villes étapes                                   |  | Distance (km) | Vainqueur d’étape      | Leader du classement général |
| --------- | ---------- | ----------------------------------------------- |  | ------------- | ---------------------- | ---------------------------- |
| 1re étape | 13 février | Argelès-sur-Mer - Montagnac                     |  | 223,5         | John Degenkolb         | John Degenkolb               |
| 2e étape  | 14 février | Cadolive - Rousset                              |  | 170,6         | John Degenkolb         | John Degenkolb               |
| 3e étape  | 15 février | Lambesc - Saint-Rémy-de-Provence                |  | 61,5          | John Degenkolb         | John Degenkolb               |
| 4e étape  | 15 février | Saint-Rémy-de-Provence - Saint-Rémy-de-Provence |  | 18,2          | Steve Cummings         | Steve Cummings               |
| 5e étape  | 16 février | Bandol - Toulon Mont Faron                      |  | 192,7         | Jean-Christophe Péraud | Steve Cummings               |

## Déroulement de la course

### 1reétape
21 équipes inscrivent 8 coureurs sauf les formations italienne Bardiani CSF et française Roubaix Lille Métropole qui n'en compte que 7 chacune et la formation française FDJ.fr qui n'en compte que 6. 164 coureurs sont donc au départ de la course,,,.
|    | Coureur             | Équipe                       |    | Temps           |
| -- | ------------------- | ---------------------------- | -- | --------------- |
| 1  | John Degenkolb      | Giant-Shimano                | en | 5 h 34 min 01 s |
| 2  | Danilo Napolitano   | Wanty-Groupe Gobert          | +  | m.t             |
| 3  | Sonny Colbrelli     | Bardiani CSF                 |    | m.t             |
| 4  | Manuel Belletti     | Androni Giocattoli-Venezuela |    | m.t             |
| 5  | Benjamin Giraud     | La Pomme Marseille 13        |    | m.t             |
| 6  | Cyril Gautier       | Europcar                     |    | m.t             |
| 7  | Mirko Selvaggi      | Wanty-Groupe Gobert          |    | m.t             |
| 8  | Luis León Sánchez   | Caja Rural-Seguros RGA       |    | m.t             |
| 9  | Baptiste Planckaert | Roubaix Lille Métropole      |    | m.t             |
| 10 | Anthony Delaplace   | Bretagne-Séché Environnement |    | m.t             |

|    | Coureur             | Équipe                       |    | Temps           |
| -- | ------------------- | ---------------------------- | -- | --------------- |
| 1  | John Degenkolb      | Giant-Shimano                | en | 5 h 34 min 01 s |
| 2  | Danilo Napolitano   | Wanty-Groupe Gobert          | +  | m.t             |
| 3  | Sonny Colbrelli     | Bardiani CSF                 |    | m.t             |
| 4  | Manuel Belletti     | Androni Giocattoli-Venezuela |    | m.t             |
| 5  | Benjamin Giraud     | La Pomme Marseille 13        |    | m.t             |
| 6  | Cyril Gautier       | Europcar                     |    | m.t             |
| 7  | Mirko Selvaggi      | Wanty-Groupe Gobert          |    | m.t             |
| 8  | Luis León Sánchez   | Caja Rural-Seguros RGA       |    | m.t             |
| 9  | Baptiste Planckaert | Roubaix Lille Métropole      |    | m.t             |
| 10 | Anthony Delaplace   | Bretagne-Séché Environnement |    | m.t             |

### 2eétape
,,,
|    | Coureur          | Équipe                       |    | Temps           |
| -- | ---------------- | ---------------------------- | -- | --------------- |
| 1  | John Degenkolb   | Giant-Shimano                | en | 4 h 16 min 39 s |
| 2  | Yannick Martinez | Europcar                     | +  | m.t             |
| 3  | Armindo Fonseca  | Bretagne-Séché Environnement |    | m.t             |
| 4  | Sonny Colbrelli  | Bardiani CSF                 |    | m.t.            |
| 5  | Michel Kreder    | Wanty-Groupe Gobert          |    | m.t             |
| 6  | Cyril Gautier    | Europcar                     |    | m.t             |
| 7  | Pavel Brutt      | Katusha                      |    | m.t             |
| 8  | Mirko Selvaggi   | Wanty-Groupe Gobert          |    | m.t             |
| 9  | Anthony Roux     | FDJ.fr                       |    | m.t             |
| 10 | Mikaël Cherel    | AG2R La Mondiale             |    | m.t             |

|    | Coureur           | Équipe                       |    | Temps           |
| -- | ----------------- | ---------------------------- | -- | --------------- |
| 1  | John Degenkolb    | Giant-Shimano                | en | 9 h 50 min 40 s |
| 2  | Sonny Colbrelli   | Bardiani CSF                 | +  | m.t             |
| 3  | Cyril Gautier     | Europcar                     |    | m.t             |
| 4  | Mirko Selvaggi    | Wanty-Groupe Gobert          |    | m.t             |
| 5  | Yannick Martinez  | Europcar                     |    | m.t             |
| 6  | Luis León Sánchez | Caja Rural-Seguros RGA       |    | m.t             |
| 7  | Pavel Brutt       | Katusha                      |    | m.t             |
| 8  | Sylvain Chavanel  | IAM                          |    | m.t             |
| 9  | Fabio Felline     | Trek Factory Racing          |    | m.t             |
| 10 | Anthony Delaplace | Bretagne-Séché Environnement |    | m.t             |

### 3eétape
,,,
|    | Coureur             | Équipe                       |    | Temps           |
| -- | ------------------- | ---------------------------- | -- | --------------- |
| 1  | John Degenkolb      | Giant-Shimano                | en | 1 h 18 min 48 s |
| 2  | Thor Hushovd        | BMC Racing                   | +  | m.t             |
| 3  | Sonny Colbrelli     | Bardiani CSF                 |    | m.t             |
| 4  | Jérôme Pineau       | IAM                          |    | m.t             |
| 5  | Fabio Felline       | Trek Factory Racing          |    | m.t             |
| 6  | Armindo Fonseca     | Bretagne-Séché Environnement |    | m.t             |
| 7  | Benjamin Giraud     | La Pomme Marseille 13        |    | m.t             |
| 8  | Baptiste Planckaert | Roubaix Lille Métropole      |    | m.t             |
| 9  | Yannick Martinez    | Europcar                     |    | m.t             |
| 10 | Alexander Porsev    | Katusha                      |    | m.t             |

|    | Coureur           | Équipe                       |    | Temps            |
| -- | ----------------- | ---------------------------- | -- | ---------------- |
| 1  | John Degenkolb    | Giant-Shimano                | en | 11 h 09 min 28 s |
| 2  | Sonny Colbrelli   | Bardiani CSF                 | +  | m.t              |
| 3  | Cyril Gautier     | Europcar                     |    | m.t              |
| 4  | Yannick Martinez  | Europcar                     |    | m.t              |
| 5  | Fabio Felline     | Trek Factory Racing          |    | m.t              |
| 6  | Mirko Selvaggi    | Wanty-Groupe Gobert          |    | m.t              |
| 7  | Anthony Roux      | FDJ.fr                       |    | m.t              |
| 8  | Jérôme Pineau     | IAM                          |    | m.t              |
| 9  | Armindo Fonseca   | Bretagne-Séché Environnement |    | m.t              |
| 10 | Anthony Delaplace | Bretagne-Séché Environnement |    | m.t              |

### 4eétape
,,,,
|    | Coureur                | Équipe                       |    | Temps       |
| -- | ---------------------- | ---------------------------- | -- | ----------- |
| 1  | Steve Cummings         | BMC Racing                   | en | 24 min 27 s |
| 2  | Riccardo Zoidl         | Trek Factory Racing          | +  | 4 s         |
| 3  | Sylvain Chavanel       | IAM                          |    | 10 s        |
| 4  | Jean-Christophe Péraud | AG2R La Mondiale             |    | 15 s        |
| 5  | Eduardo Sepúlveda      | Bretagne-Séché Environnement |    | 34 s        |
| 6  | Tobias Ludvigsson      | Giant-Shimano                |    | 35 s        |
| 7  | Bob Jungels            | Trek Factory Racing          |    | 37 s        |
| 8  | Ben Hermans            | BMC Racing                   |    | 43 s        |
| 9  | Jérémy Roy             | FDJ.fr                       |    | 44 s        |
| 10 | Thomas Degand          | Wanty-Groupe Gobert          |    | 46 s        |

|    | Coureur                | Équipe                       |    | Temps            |
| -- | ---------------------- | ---------------------------- | -- | ---------------- |
| 1  | Steve Cummings         | BMC Racing                   | en | 11 h 33 min 55 s |
| 2  | Riccardo Zoidl         | Trek Factory Racing          | +  | 4 s              |
| 3  | Sylvain Chavanel       | IAM                          |    | 10 s             |
| 4  | Jean-Christophe Péraud | AG2R La Mondiale             |    | 15 s             |
| 5  | Eduardo Sepúlveda      | Bretagne-Séché Environnement |    | 34 s             |
| 6  | Tobias Ludvigsson      | Giant-Shimano                |    | 35 s             |
| 7  | Bob Jungels            | Trek Factory Racing          |    | 37 s             |
| 8  | Ben Hermans            | BMC Racing                   |    | 43 s             |
| 9  | Jérémy Roy             | FDJ.fr                       |    | 44 s             |
| 10 | Thomas Degand          | Wanty-Groupe Gobert          |    | 46 s             |

### 5eétape
,,,,,
|    | Coureur                    | Équipe                       |    | Temps           |
| -- | -------------------------- | ---------------------------- | -- | --------------- |
| 1  | Jean-Christophe Péraud     | AG2R La Mondiale             | en | 4 h 57 min 53 s |
| 2  | Eduardo Sepúlveda          | Bretagne-Séché Environnement | +  | 5 s             |
| 3  | Stefan Denifl              | IAM                          |    | 11 s            |
| 4  | Steve Cummings             | BMC Racing                   |    | 11 s            |
| 5  | Egor Silin                 | Katusha                      |    | 17 s            |
| 6  | Riccardo Zoidl             | Trek Factory Racing          |    | 17 s            |
| 7  | Thomas Degand              | Wanty-Groupe Gobert          |    | 21 s            |
| 8  | Francesco Manuel Bongiorno | Bardiani CSF                 |    | 24 s            |
| 9  | Carlos Betancur            | AG2R La Mondiale             |    | 29 s            |
| 10 | Franco Pellizotti          | Androni Giocattoli-Venezuela |    | 29 s            |

|    | Coureur                    | Équipe                       |    | Temps            |
| -- | -------------------------- | ---------------------------- | -- | ---------------- |
| 1  | Steve Cummings             | BMC Racing                   | en | 16 h 31 min 59 s |
| 2  | Jean-Christophe Péraud     | AG2R La Mondiale             | +  | 4 s              |
| 3  | Riccardo Zoidl             | Trek Factory Racing          |    | 10 s             |
| 4  | Eduardo Sepúlveda          | Bretagne-Séché Environnement |    | 28 s             |
| 5  | Tobias Ludvigsson          | Giant-Shimano                |    | 56 s             |
| 6  | Thomas Degand              | Wanty-Groupe Gobert          |    | 56 s             |
| 7  | Sylvain Chavanel           | IAM                          |    | 1 min 01 s       |
| 8  | Egor Silin                 | Katusha                      |    | 1 min 01 s       |
| 9  | Ben Hermans                | BMC Racing                   |    | 1 min 18 s       |
| 10 | Francesco Manuel Bongiorno | Bardiani CSF                 |    | 1 min 29 s       |

## Classements finals

### Classement général
|    | Cycliste                   | Pays        | Équipe                       |    | Temps            |
| -- | -------------------------- | ----------- | ---------------------------- | -- | ---------------- |
| 1  | Steve Cummings             | Royaume-Uni | BMC Racing                   | en | 16 h 31 min 59 s |
| 2  | Jean-Christophe Péraud     | France      | AG2R La Mondiale             | +  | 4 s              |
| 3  | Riccardo Zoidl             | Autriche    | Trek Factory Racing          |    | 10 s             |
| 4  | Eduardo Sepúlveda          | Argentine   | Bretagne-Séché Environnement |    | 28 s             |
| 5  | Tobias Ludvigsson          | Suède       | Giant-Shimano                |    | 56 s             |
| 6  | Thomas Degand              | Belgique    | Wanty-Groupe Gobert          |    | 56 s             |
| 7  | Sylvain Chavanel           | France      | IAM                          |    | 1 min 01 s       |
| 8  | Egor Silin                 | Russie      | Katusha                      |    | 1 min 01 s       |
| 9  | Ben Hermans                | Belgique    | BMC Racing                   |    | 1 min 18 s       |
| 10 | Francesco Manuel Bongiorno | Italie      | Bardiani CSF                 |    | 1 min 29 s       |

### Classements annexes
|   | Cycliste        | Équipe        | Points |
| - | --------------- | ------------- | ------ |
| 1 | John Degenkolb  | Giant-Shimano | 75     |
| 2 | Sonny Colbrelli | Bardiani CSF  | 46     |
| 3 | Steve Cummings  | BMC Racing    | 39     |

|   | Cycliste               | Équipe           | Points |
| - | ---------------------- | ---------------- | ------ |
| 1 | Jarlinson Pantano      | Colombia         | 22     |
| 2 | Cyril Gautier          | Europcar         | 16     |
| 3 | Jean-Christophe Péraud | AG2R La Mondiale | 15     |

|   | Cycliste                   | Équipe                       |    | Temps            |
| - | -------------------------- | ---------------------------- | -- | ---------------- |
| 1 | Eduardo Sepúlveda          | Bretagne-Séché Environnement | en | 16 h 32 min 27 s |
| 2 | Tobias Ludvigsson          | Giant-Shimano                | +  | 27 s             |
| 3 | Francesco Manuel Bongiorno | Bardiani CSF                 |    | 1 min 00 s       |

|   | Équipe              | Pays       |    | Temps            |
| - | ------------------- | ---------- | -- | ---------------- |
| 1 | BMC Racing          | États-Unis | en | 49 h 39 min 06 s |
| 2 | IAM                 | Suisse     | +  | 1 min 06 s       |
| 3 | Trek Factory Racing | États-Unis |    | 1 min 20 s       |

## Évolution des classements
| Étape              | Vainqueur              | Classement général | Classement par points | Classement de la montagne | Classement du meilleur jeune | Classement par équipes |
| ------------------ | ---------------------- | ------------------ | --------------------- | ------------------------- | ---------------------------- | ---------------------- |
| 1                  | John Degenkolb         | John Degenkolb     | John Degenkolb        | Fernando Grijalba         | Sonny Colbrelli              | Giant-Shimano          |
| 2                  | John Degenkolb         | John Degenkolb     | John Degenkolb        | Jarlinson Pantano         | Sonny Colbrelli              | Giant-Shimano          |
| 3                  | John Degenkolb         | John Degenkolb     | John Degenkolb        | Jarlinson Pantano         | Sonny Colbrelli              | Europcar               |
| 4                  | Steve Cummings         | Steve Cummings     | John Degenkolb        | Jarlinson Pantano         | Eduardo Sepúlveda            | Trek Factory Racing    |
| 5                  | Jean-Christophe Péraud | Steve Cummings     | John Degenkolb        | Jarlinson Pantano         | Eduardo Sepúlveda            | BMC Racing             |
| Classements finals | Classements finals     | Steve Cummings     | John Degenkolb        | Jarlinson Pantano         | Eduardo Sepúlveda            | BMC Racing             |

## Liste des participants
- « Liste de départ complète »(Archive.org • Wikiwix • Archive.is • Google • Que faire ?)

| Légende | Légende                                                                                                  | Légende | Légende                                                                                         |
| ------- | --- | ------- | ----------------------------------------------------------------------------------------------- |
| Num     | Dossard de départ porté par le coureur sur ce Tour méditerranéen                                         | Pos     | Position finale au classement général                                                           |
|         | Indique le vainqueur du classement général                                                               |         | Indique le vainqueur du classement par points                                                   |
|         | Indique le vainqueur du classement de la montagne                                                        |         | Indique le vainqueur du classement du meilleur jeune                                            |
|         | Indique un maillot de champion national ou mondial, suivi de sa spécialité                               | #       | Indique la meilleure équipe                                                                     |
| NP      | Indique un coureur qui n'a pas pris le départ d'une étape, suivi du numéro de l'étape où il s'est retiré | AB      | Indique un coureur qui n'a pas terminé une étape, suivi du numéro de l'étape où il s'est retiré |
| HD      | Indique un coureur qui a terminé une étape hors des délais, suivi du numéro de l'étape                   | EX      | Indique un coureur qui a été exclu de la course, suivi du numéro de l'étape                     |
| *       | Indique un coureur en lice pour le maillot blanc (coureurs nés après le 1er janvier 1990)                |         |                                                                                                 |

| IAM | IAM                               | IAM  |
| --- | --------------------------------- | ---- |
| Num | Coureur                           | Pos  |
| 1   | Sylvain Chavanel (FRA) (Clm)      | 7e   |
| 2   | Stefan Denifl (AUT)               | 82e  |
| 3   | Jérôme Pineau (FRA)               | 45e  |
| 4   | Matthias Brändle (AUT) (Clm)      | 37e  |
| 5   | Gustav Larsson (SWE) (Clm)        | 64e  |
| 6   | Sébastien Reichenbach (SUI)       | 20e  |
| 7   | Aleksejs Saramotins (LAT) (Route) | 95e  |
| 8   | Marcel Wyss (SUI)                 | 118e |

| AG2R La Mondiale ALM | AG2R La Mondiale ALM         | AG2R La Mondiale ALM |
| -------------------- | ---------------------------- | -------------------- |
| Num                  | Coureur                      | Pos                  |
| 11                   | Jean-Christophe Péraud (FRA) | 2e                   |
| 12                   | Carlos Betancur (COL)        | 11e                  |
| 13                   | Guillaume Bonnafond (FRA)    | 54e                  |
| 14                   | Mikaël Cherel (FRA)          | 36e                  |
| 15                   | Yauheni Hutarovich (BLR)     | 85e                  |
| 16                   | Matteo Montaguti (ITA)       | 40e                  |
| 17                   | Julien Bérard (FRA)          | 73e                  |
| 18                   | Rinaldo Nocentini (ITA)      | AB-2                 |

| FDJ.fr FDJ | FDJ.fr FDJ                    | FDJ.fr FDJ |
| ---------- | ----------------------------- | ---------- |
| Num        | Coureur                       | Pos        |
| 21         | Pierrick Fédrigo (FRA)        | 44e        |
| 22         | Arnaud Courteille (FRA)       | 41e        |
| 23         | Alexandre Geniez (FRA)        | 12e        |
| 24         | Jussi Veikkanen (FIN) (Route) | 38e        |
| 25         |                               |            |
| 26         | Anthony Roux (FRA)            | 58e        |
| 27         | Jérémy Roy (FRA)              | 17e        |
| 28         |                               |            |

| Europcar EUC | Europcar EUC              | Europcar EUC |
| ------------ | ------------------------- | ------------ |
| Num          | Coureur                   | Pos          |
| 31           | Thomas Voeckler (FRA)     | 124e         |
| 32           | Giovanni Bernaudeau (FRA) | 51e          |
| 33           | Cyril Gautier (FRA)       | 49e          |
| 34           | Christophe Kern (FRA)     | 136e         |
| 35           | Davide Malacarne (ITA)    | 89e          |
| 36           | Yannick Martinez (FRA)    | 60e          |
| 37           | Pierre Rolland (FRA)      | 80e          |
| 38           | Romain Sicard (FRA)       | 22e          |

| Trek Factory Racing TFR | Trek Factory Racing TFR           | Trek Factory Racing TFR |
| ----------------------- | --------------------------------- | ----------------------- |
| Num                     | Coureur                           | Pos                     |
| 41                      | Bob Jungels (LUX)* (Route et Clm) | 13e                     |
| 42                      | Fumiyuki Beppu (JPN)              | 105e                    |
| 43                      | Matthew Busche (USA)              | 79e                     |
| 44                      | Laurent Didier (LUX)              | 34e                     |
| 45                      | Fabio Felline (ITA)*              | 59e                     |
| 46                      | Boy van Poppel (NED)              | 98e                     |
| 47                      | Danny van Poppel (NED)*           | 129e                    |
| 48                      | Riccardo Zoidl (AUT) (Route)      | 3e                      |

| BMC Racing # BMC | BMC Racing # BMC           | BMC Racing # BMC |
| ---------------- | -------------------------- | ---------------- |
| Num              | Coureur                    | Pos              |
| 51               | Steve Cummings (GBR)       | 1er              |
| 52               | Amaël Moinard (FRA)        | 33e              |
| 53               | Yannick Eijssen (BEL)      | 18e              |
| 54               | Ben Hermans (BEL)          | 9e               |
| 55               | Thor Hushovd (NOR) (Route) | 123e             |
| 56               | Klaas Lodewyck (BEL)       | 100e             |
| 57               | Taylor Phinney (USA)*      | 107e             |
| 58               | Lawrence Warbasse (USA)*   | 120e             |

| Giant-Shimano GIA | Giant-Shimano GIA         | Giant-Shimano GIA |
| ----------------- | ------------------------- | ----------------- |
| Num               | Coureur                   | Pos               |
| 61                | John Degenkolb (GER)      | 76e               |
| 62                | Warren Barguil (FRA)*     | 23e               |
| 63                | Dries Devenyns (BEL)      | 68e               |
| 64                | Johannes Fröhlinger (GER) | 121e              |
| 65                | Georg Preidler (AUT)*     | 19e               |
| 66                | Thierry Hupond (FRA)      | 145e              |
| 67                | Thomas Peterson (USA)     | 142e              |
| 68                | Tobias Ludvigsson (SWE)*  | 5e                |

| Katusha KAT | Katusha KAT             | Katusha KAT |
| ----------- | ----------------------- | ----------- |
| Num         | Coureur                 | Pos         |
| 71          | Pavel Brutt (RUS)       | 30e         |
| 72          | Vladimir Gusev (RUS)    | 63e         |
| 73          | Petr Ignatenko (RUS)    | 128e        |
| 74          | Alexander Porsev (RUS)  | 134e        |
| 75          | Egor Silin (RUS)        | 8e          |
| 76          | Alexander Rybakov (RUS) | 109e        |
| 77          | Yury Trofimov (RUS)     | 15e         |
| 78          | Anton Vorobyev (RUS)*   | 146e        |

| Cofidis COF | Cofidis COF               | Cofidis COF |
| ----------- | ------------------------- | ----------- |
| Num         | Coureur                   | Pos         |
| 81          | Yoann Bagot (FRA)         | 83e         |
| 82          | Nicolas Edet (FRA)        | AB-2        |
| 83          | Romain Hardy (FRA)        | 111e        |
| 84          | Gert Jõeäär (EST)         | 91e         |
| 85          | Christophe Laporte (FRA)* | 112e        |
| 86          | Romain Lemarchand (FRA)   | 69e         |
| 87          | Rudy Molard (FRA)         | 46e         |
| 88          | Christophe Le Mével (FRA) | 139e        |

| Bretagne-Séché Environnement BSE | Bretagne-Séché Environnement BSE | Bretagne-Séché Environnement BSE |
| -------------------------------- | -------------------------------- | -------------------------------- |
| Num                              | Coureur                          | Pos                              |
| 91                               | Armindo Fonseca (FRA)            | 65e                              |
| 92                               | Florian Vachon (FRA)             | 93e                              |
| 93                               | Florian Guillou (FRA)            | 48e                              |
| 94                               | Anthony Delaplace (FRA)          | 25e                              |
| 95                               | Arnaud Gérard (FRA)              | 126e                             |
| 96                               | Jean-Marc Bideau (FRA)           | NP-4                             |
| 97                               | Vegard Stake Laengen (NOR)       | 75e                              |
| 98                               | Eduardo Sepúlveda (ARG)*         | 4e                               |

| CCC Polsat Polkowice CCC | CCC Polsat Polkowice CCC  | CCC Polsat Polkowice CCC |
| ------------------------ | ------------------------- | ------------------------ |
| Num                      | Coureur                   | Pos                      |
| 101                      | Davide Rebellin (ITA)     | 14e                      |
| 102                      | Piotr Gawroński (POL)*    | HD-2                     |
| 103                      | Tomasz Kiendyś (POL)      | 55e                      |
| 104                      | Bartłomiej Matysiak (POL) | 66e                      |
| 105                      | Jarosław Marycz (POL)     | 116e                     |
| 106                      | Marek Rutkiewicz (POL)    | 72e                      |
| 107                      | Nikolay Mihaylov (BUL)    | 110e                     |
| 108                      | Grzegorz Stępniak (POL)   | 92e                      |

| Androni Giocattoli-Venezuela AND | Androni Giocattoli-Venezuela AND | Androni Giocattoli-Venezuela AND |
| -------------------------------- | -------------------------------- | -------------------------------- |
| Num                              | Coureur                          | Pos                              |
| 111                              | Franco Pellizotti (ITA)          | 21e                              |
| 112                              | Johnny Hoogerland (NED) (Route)  | 97e                              |
| 113                              | Emanuele Sella (ITA)             | EX-3                             |
| 114                              | Manuel Belletti (ITA)            | EX-3                             |
| 115                              | Marco Bandiera (ITA)             | 115e                             |
| 116                              | Marco Frapporti (ITA)            | 122e                             |
| 117                              | Diego Rosa (ITA)                 | AB-1                             |
| 118                              | Andrea Zordan (ITA)*             | EX-3                             |

| Colombia COL | Colombia COL              | Colombia COL |
| ------------ | ------------------------- | ------------ |
| Num          | Coureur                   | Pos          |
| 121          | Leonardo Duque (COL)      | 81e          |
| 122          | Fabio Duarte (COL)        | 24e          |
| 123          | Robinson Chalapud (COL)   | 102e         |
| 124          | Darwin Pantoja (COL)*     | 140e         |
| 125          | Jarlinson Pantano (COL)   | 53e          |
| 126          | Rodolfo Torres (COL)      | NP-4         |
| 127          | Carlos Quintero (COL)     | 61e          |
| 128          | Juan Pablo Valencia (COL) | 138e         |

| Bardiani CSF BAR | Bardiani CSF BAR                  | Bardiani CSF BAR |
| ---------------- | --------------------------------- | ---------------- |
| Num              | Coureur                           | Pos              |
| 131              | Stefano Pirazzi (ITA)             | 90e              |
| 132              | Sonny Colbrelli (ITA)*            | 56e              |
| 133              | Francesco Manuel Bongiorno (ITA)* | 10e              |
| 134              | Angelo Pagani (ITA)               | 99e              |
| 135              | Donato De Ieso (ITA)              | 103e             |
| 136              | Enrico Barbin (ITA)*              | 88e              |
| 137              |                                   |                  |
| 138              | Edoardo Zardini (ITA)             | 117e             |

| La Pomme Marseille 13 LPM | La Pomme Marseille 13 LPM | La Pomme Marseille 13 LPM |
| ------------------------- | ------------------------- | ------------------------- |
| Num                       | Coureur                   | Pos                       |
| 141                       | Julien Antomarchi (FRA)   | 39e                       |
| 142                       | Rémy Di Grégorio (FRA)    | 29e                       |
| 143                       | Grégoire Tarride (FRA)*   | 108e                      |
| 144                       | Benjamin Giraud (FRA)     | 86e                       |
| 145                       | Domingos Gonçalves (POR)  | 42e                       |
| 146                       | Thomas Vaubourzeix (FRA)  | 113e                      |
| 147                       | Yoann Paillot (FRA)*      | 94e                       |
| 148                       | Evaldas Šiškevičius (LTU) | AB-5                      |

| BigMat-Auber 93 BIG | BigMat-Auber 93 BIG        | BigMat-Auber 93 BIG |
| ------------------- | -------------------------- | ------------------- |
| Num                 | Coureur                    | Pos                 |
| 151                 | Frédéric Brun (FRA)        | AB-5                |
| 152                 | Flavien Dassonville (FRA)* | AB-5                |
| 153                 | Pierre Gouault (FRA)*      | 87e                 |
| 154                 | Alo Jakin (EST)            | AB-5                |
| 155                 | Dimitri Le Boulch (FRA)    | 104e                |
| 156                 | Stéphane Rossetto (FRA)    | 16e                 |
| 157                 | Steven Tronet (FRA)        | 131e                |
| 158                 | Théo Vimpère (FRA)*        | NP-5                |

| Roubaix Lille Métropole RLM | Roubaix Lille Métropole RLM | Roubaix Lille Métropole RLM |
| --------------------------- | --------------------------- | --------------------------- |
| Num                         | Coureur                     | Pos                         |
| 161                         | Rudy Barbier (FRA)*         | AB-2                        |
| 162                         |                             |                             |
| 163                         | Jimmy Turgis (FRA)*         | 26e                         |
| 164                         | Quentin Jauregui (FRA)*     | 35e                         |
| 165                         | Rudy Kowalski (FRA)*        | 74e                         |
| 166                         | Maxime Vantomme (BEL)       | 47e                         |
| 167                         | Franck Vermeulen (FRA)      | 119e                        |
| 168                         | Baptiste Planckaert (BEL)   | 67e                         |

| Raleigh RAL | Raleigh RAL           | Raleigh RAL |
| ----------- | --------------------- | ----------- |
| Num         | Coureur               | Pos         |
| 171         | Joseph Perrett (GBR)* | NP-3        |
| 172         | George Atkins (GBR)*  | 143e        |
| 173         | Morgan Kneisky (FRA)  | 144e        |
| 174         | Ian Wilkinson (GBR)   | 125e        |
| 175         | Matthieu Boulo (FRA)  | 31e         |
| 176         | Yanto Barker (GBR)    | 106e        |
| 177         | Evan Oliphant (GBR)   | 133e        |
| 178         | Mark Christian (GBR)* | 127e        |

| Wallonie-Bruxelles WBC | Wallonie-Bruxelles WBC   | Wallonie-Bruxelles WBC |
| ---------------------- | ------------------------ | ---------------------- |
| Num                    | Coureur                  | Pos                    |
| 181                    | Maxime Anciaux (BEL)*    | 137e                   |
| 182                    | Quentin Bertholet (BEL)  | 130e                   |
| 183                    | Tom Dernies (BEL)*       | 77e                    |
| 184                    | Sébastien Delfosse (BEL) | 62e                    |
| 185                    | Jonathan Dufrasne (BEL)  | 71e                    |
| 186                    | Christophe Prémont (BEL) | 57e                    |
| 187                    | Laurent Évrard (BEL)*    | NP-5                   |
| 188                    | Julien Stassen (BEL)     | 78e                    |

| Caja Rural-Seguros RGA CJR | Caja Rural-Seguros RGA CJR     | Caja Rural-Seguros RGA CJR |
| -------------------------- | ------------------------------ | -------------------------- |
| Num                        | Coureur                        | Pos                        |
| 191                        | Luis León Sánchez (ESP)        | 27e                        |
| 192                        | Rubén Fernández Andújar (ESP)* | 52e                        |
| 193                        | Peio Bilbao (ESP)*             | 28e                        |
| 194                        | Ángel Madrazo (ESP)            | 96e                        |
| 195                        | Omar Fraile (ESP)*             | 132e                       |
| 196                        | Karol Domagalski (POL)         | 135e                       |
| 197                        | Fabricio Ferrari (URU)         | 101e                       |
| 198                        | Fernando Grijalba (ESP)*       | 141e                       |

| Wanty-Groupe Gobert WGG | Wanty-Groupe Gobert WGG  | Wanty-Groupe Gobert WGG |
| ----------------------- | ------------------------ | ----------------------- |
| Num                     | Coureur                  | Pos                     |
| 201                     | Michel Kreder (NED)      | 43e                     |
| 202                     | Jérôme Baugnies (BEL)    | 84e                     |
| 203                     | Thomas Degand (BEL)      | 6e                      |
| 204                     | Francis De Greef (BEL)   | 50e                     |
| 205                     | Danilo Napolitano (ITA)  | AB-5                    |
| 206                     | Kevin Seeldraeyers (BEL) | 70e                     |
| 207                     | Mirko Selvaggi (ITA)     | 32e                     |
| 208                     | Kévin Van Melsen (BEL)   | 114e                    |